# Police (województwo wielkopolskie)
Police – wieś sołecka w Polsce położona w województwie wielkopolskim, w powiecie konińskim, w gminie Sompolno. 
W latach 1975–1998 miejscowość położona była w województwie konińskim. Według danych z roku 2009 wraz z należącymi do sołectwa Dąbrową oraz Płoszewem liczyła 167 mieszkańców.
Mieszkańcy Polic wyznania katolickiego przynależą do parafii św. Jadwigi w Lubstowie.